# Peer (titul)
Peer (anglicky, výsl. [pír] z latinského par – „stejný, rovnorodý“) je titul příslušníka britské šlechty.
Šlechtický stav označovaný peerage je systém řazení šlechtických titulů, který existuje pouze ve Spojeném království. Tzv. peerage je součástí celkového britského systému značení. Historicky byli vyznamenáni tímto titulem ti, kteří měli právo na křeslo v britské horní sněmovně (House of Lords), jako peers. Členové jejich rodin nemají nárok na šlechtický titul, ačkoli manželky peerů jsou tradičně nazývány peeress. To je základní rozdíl oproti šlechtickým titulům ve velké části evropského kontinentu (například v Čechách), kde je titul udělen či propůjčen celému rodu a tím měla celá rodina nárok užívat titulu.

## Různé tituly a jejich hierarchie
Tituly anglického systému peerů jdou v následujícím pořadí: baron (baroness pro ženy) – ze staroněmeckého „baro“ (srov. latinské „par“), viscount (viscountess) – z „vice-count“, earl (countess), marquess (marchioness, ve Skotsku je mužským protějškem pro titul marquis) a duke (duchess), což odpovídá českému pořadí: baron, vikomt, hrabě, markrabě, vévoda. Angličtí peerové s výjimkou vévodů jsou souhrnně označeni jako lordi, ovšem i vévodové jsou členy sněmovny lordů.

Vévoda a peer, hodnostní koruna
Markýz a peer, hodnostní koruna
Hrabě (earl) a peer, hodnostní koruna
Vikomt a peer, hodnostní koruna
Baron (ve Skotsku zvaný Lord parlamentu) a peer, hodnostní koruna